# Herbert Broomfield
Herbert C. Broomfield (11 tháng 12 năm 1878 – không rõ) là một cầu thủ bóng đá người Anh thi đấu ở vị trí thủ môn. Sinh ra ở Audlem, Cheshire, ông thi đấu cho Northwich Wednesday, Northwich Victoria, Bolton Wanderers, Manchester City và Manchester United.